# Callistocythere undulatifacialis
Callistocythere undulatifacialis is een mosselkreeftjessoort uit de familie van de Leptocytheridae. De wetenschappelijke naam van de soort is voor het eerst geldig gepubliceerd in 1957 door Hanai.